# Eva Håkansson
Eva Håkansson (* 1981) ist eine schwedische Maschinenbauingenieurin und Dozentin an der University of Auckland. Sie hält seit 2014 einen Geschwindigkeits-Weltrekord als schnellste Frau auf einem Elektromotorrad.
Håkansson stammt aus einer schwedischen Ingenieursfamilie und studierte Betriebswirtschaft, Umweltwissenschaften sowie Maschinenbau an der Hochschule Mälardalen. Sie promovierte 2016 an der University of Denver und ist seit 2017 Dozentin für Ingenieurdesign an der University of Auckland.
2007 baute sie mit ihrem Vater das ElectroCat, ein zum E-Bike umgebautes Motorrad. Das ElectroCat war das erste zugelassene E-Bike in Schweden. 2008 heiratete sie Bill Dubé, den Konstrukteur des KillaCycle. 2014, 2015 und 2017 stellte Håkansson mit ihrem Elektromotorrad KillaJoule verschiedene Geschwindigkeitsrekorde bei den Bonneville Motorcycle Speed Trials auf. 2017 erreichte sie auf einem Salzsee in Utah als schnellste Frau auf einem Elektromotorrad eine Geschwindigkeit von 410,579 km/h.
Håkansson lebt mit ihrem Mann in Colorado.